# Sebastian Adeberg
Sebastian Adeberg (* 4. Juni 1984) ist ein deutscher Mediziner und ehemaliger Basketballspieler.
Seit 2023 hat er eine Professur am Universitätsklinikum Gießen und Marburg inne. Der 1,96 Meter große Flügelspieler stand in der 2. Basketball-Bundesliga beziehungsweise der 2. Bundesliga ProA in Diensten der Vereine TV 1862 Langen, USC Heidelberg und den VfL Kirchheim.

## Laufbahn

### Basketball
Adeberg spielte für den ASC Theresianum Mainz in der Regionalliga, ab 2004 zusätzlich auch für den TV Langen in der 2. Bundesliga.
2006 wechselte Adeberg, der neben seiner Basketballkarriere ein Medizinstudium bestritt, zum USC Heidelberg, wo er bis 2010 spielte. Seine statistisch beste Spielzeit in der zweithöchsten deutschen Spielklasse war die Saison 2008/09, als er im Durchschnitt 14,3 Punkte und 6,7 Rebounds je Begegnung erzielte.
Von 2010 bis 2014 stand Adeberg in Diensten des VfL Kirchheim in der 2. Bundesliga ProA, ehe er seine Leistungssportlaufbahn beendete und sich auf seinen Arztberuf konzentrierte. 2012 gewann er mit Kirchheim die Vizemeisterschaft in der ProA.

### Medizin
2014 schloss Adeberg, der an der Medizinischen Hochschule Hannover, an der Ruprecht-Karls-Universität Heidelberg und an der Harvard University studierte, seine Doktorarbeit und 2018 seine Habilitation ab. Am Universitätsklinikum Heidelberg war er an der Klinik für Radioonkologie und Strahlentherapie ab 2012 Assistenzarzt, ab Juli 2017 dann Oberarzt sowie zwischen November 2019 und August 2020 geschäftsführender Oberarzt. Von September 2020 bis Jahresende 2022 war Adeberg dort leitender Oberarzt. Er übernahm in Heidelberg ebenfalls Aufgaben als Sektions-, Studien- und Arbeitsgruppenleiter.
Im Mai 2021 wurde er am Universitätsklinikum Heidelberg „außerplanmäßiger Professor“ und trat im März 2023 eine Professur am Universitätsklinikum Marburg - Gießen (Klinik für RadioOnkologie und Strahlentherapie, Marburg und Marburger Ionenstrahl-Therapie Zentrum) an, wurde ebenfalls ärztlicher Direktor der Einrichtung.